# Snowden (film)
A Snowden (eredeti cím: Snowden) 2016-ban bemutatott amerikai–német életrajzi thriller, amelyet Oliver Stone rendezett.
A forgatókönyvet Kieran Fitzgerald és Oliver Stone írták. A producerei Moritz Borman, Eric Kopeloff, Philip Schulz-Deyle és Fernando Sulichin. A főszerepekben Joseph Gordon-Levitt, Shailene Woodley, Melissa Leo, Zachary Quinto és Tom Wilkinson láthatóak. A zeneszerzője Craig Armstrong. A film gyártója az Endgame Entertainment, a Vendian Entertainment és a KrautPack Entertainment, forgalmazója a Open Road Films.
Az Amerikai Egyesült Államokban és Magyarországon 2016. szeptember 16-án, Németországban 2016. szeptember 22-én mutatták be a mozikban.

## Szereplők
| Szereplő                 | Színész               | Magyar hang     |
| ------------------------ | --------------------- | --------------- |
| Edward Snowden           | Joseph Gordon-Levitt  | Szatory Dávid   |
| önmaga                   | Edward Snowden        | Seder Gábor     |
| Lindsay Mills            | Shailene Woodley      | Csuha Bori      |
| Laura Poitras            | Melissa Leo           | Kovács Nóra     |
| Glenn Greenwald          | Zachary Quinto        | Schmied Zoltán  |
| Ewen MacAskill           | Tom Wilkinson         | Papp János      |
| Trevor James             | Scott Eastwood        | Szabó Máté      |
| Geneva CIA-ügynök        | Timothy Olyphant      | Rajkai Zoltán   |
| Gabriel Sol              | Ben Schnetzer         | Czető Roland    |
| Patrick Haynes           | LaKeith Stanfield     | Pál Tamás       |
| Corbin O'Brian           | Rhys Ifans            | Rosta Sándor    |
| Hank Forrester           | Nicolas Cage          | Csankó Zoltán   |
| Janine Gibson            | Joely Richardson      | Orosz Anna      |
| Robert Tibbo             | Ben Chaplin           | Bozsó Péter     |
| Lowell                   | Patrick Joseph Byrnes | Czvetkó Sándor  |
| önmaga (archív felvétel) | Barack Obama          | Eredeti nyelven |